# Camerata Picena
Camerata Picena (bis 1863 einfach Camerata) ist eine italienische Gemeinde (comune) mit 2492 Einwohnern (Stand 31. Dezember 2023) in der Provinz Ancona in den Marken. Die Gemeinde liegt etwa 13,5 Kilometer westsüdwestlich von Ancona. Der Esino bildet die westliche Gemeindegrenze.

## Geschichte
Die erste Nennung der Gemeinde geht zurück auf ein Dokument aus der Zeit zwischen 1000 und 1010. 1309 kam es zu einem Kampf zwischen Truppen Jesis und Anconas. Im Ortsteil Cassero steht immer noch eine der Burgen Anconas.

## Verkehr
Durch die Gemeinde führen die mehrspurige Kraftfahrstraße Strada Statale 76 di Val d'Esino und die Autostrada A14 von Bologna nach Süditalien. Ein Anschluss besteht aber nicht.